# Parcs naturals de Catalunya
Els parcs naturals són espais naturals marítims o terrestres que gaudeixen d'una especial protecció legal davant l'acció humana. A diferència d'altres modalitats d'espais naturals protegits (parcs nacionals, reserves naturals, etc.) els territoris declarats com a parcs naturals, tot i conservar uns valors naturals molt rellevants, presenten sovint un alt nivell d'humanització. Així, en el cas de Catalunya, els parcs naturals es defineixen a la llei d'espais naturals de 1985, com "els espais naturals que presenten valors naturals qualificats, la protecció dels quals es fa amb l'objectiu d'aconseguir-ne la conservació d'una manera compatible amb l'aprofitament ordenat de llurs recursos i l'activitat de llurs habitants".
A Catalunya, en general, els parcs naturals adscrits a la Generalitat de Catalunya disposen d'òrgans específics (juntes rectores, centre d'informació, senyalització, pàgina web, etc.) i equips tècnics de gestió propis encapçalats per un director o directora.
La mateixa Llei d'Espais Naturals explicita que les entitats locals amb competències urbanístiques poden promoure la declaració de parcs naturals. A la província de Barcelona, la Diputació de Barcelona històricament va crear els primers parcs naturals que es van crear a Catalunya. Avui en dia, l'Àrea d'Espais Naturals gestiona dotze espais naturals que formen la Xarxa de Parcs Naturals de la Diputació de Barcelona. Tres d'ells (després de la declaració del Parc de Collserola l'any 2010) tenen la categoria de parc natural.

## Llista de parcs naturals a Catalunya
Els parcs naturals de Catalunya són els següents:
- Parc Natural de l'Alt Pirineu
- Parc Natural Regional del Pirineu Català
- Aiguamolls de l'Empordà
- Parc Natural del Cadí-Moixeró
- Parc Natural de Sant Llorenç del Munt i l'Obac
- Cap de Creus
- Delta de l'Ebre
- Parc Natural dels Ports
- Parc Natural del Montseny
- Montserrat
- Serra de Montsant
- Zona volcànica de la Garrotxa
- Parc del Montnegre i el Corredor
- Parc de Collserola
- Parc de la Serralada Litoral
- Parc del Garraf
- Parc Natural del Montgrí, les Illes Medes i el Baix Ter
- Parc Natural les Capçaleres del Ter i del Freser